# Мирсад Терзић
Мирсад Терзић (Прибој, 12. јул 1983) босанскохерцеговачки је рукометаш. Тренутно наступа за Вислу Плоцк и репрезентацију Босне и Херцеговине.